# 弗洛里安·巴德施蒂布纳
弗洛里安·巴德施蒂布纳（德語：Florian Badstübner，1991年2月2日—）是一位德国足球裁判，自2020-21赛季开始主哨德国足球甲级联赛。他注册于巴伐利亚足球协会辖下的温茨巴赫俱乐部（TSV Windsbach），于2013年取得德国足协的裁判资格。自2016-17赛季起，他又获得了德乙联赛的执法权。至2020年7月6日，德国足协宣布将任命巴德施蒂布纳为2020-21赛季德甲的主裁判之一。在此之前，他已在德甲担任过視頻助理裁判的执法工作。